# Middlesbrough FC
Middlesbrough Football Club este un club de fotbal din Middlesbrough, Anglia, care evoluează în Championship. Clubul a fost înființat în 1876. Echipa dispută meciurile de pe teren propriu pe Riverside Stadium începând cu anul 1995. Anterior, Middlesbrough a jucat timp de 92 de ani, între 1903 și 1995, pe Ayresome Park.
Middlesbrough a fost unul dintre membrii fondatori ai Premier League în 1992 și unul dintre primele cluburi retrogradate din competiție, la finalul sezonului 1992–93.
În 2004, a câștigat Cupa Ligii Angliei, primul și deocamdată singurul trofeu major cucerit. În 2006, a ajuns în finala Cupei UEFA, după ce în semifinale a învins pe Steaua București. A pierdut finala contra echipei spaniole FC Sevilla.
Cea mai bună clasare în prima divizie engleză din istoria clubului a fost locul 3 în sezonul 1913–14.
În sezonul 2008-2009 Middlesbrough a retrogradat în Championship, unde a rămas timp de șapte ani. În 2017, a retrogradat din nou din Premier League. 

## Istoria managerilor
| Ani     | Manager         |
| ------- | --------------- |
| 1899–05 | Jack Robson     |
| 1905–06 | Alex Mackie     |
| 1906–09 | Andy Aitken     |
| 1909–10 | John Gunter     |
| 1910–11 | Andy Walker     |
| 1911–19 | Tom McIntosh    |
| 1920–23 | Jimmy Howie     |
| 1923–26 | Herbert Bamlett |
| 1927–34 | Peter McWilliam |
| 1934–44 | Wilf Gillow     |
| 1944–52 | David Jack      |
| 1952–54 | Walter Rowley   |
| 1954–63 | Bob Dennison    |
| 1963–66 | Raich Carter    |
| 1966–73 | Stan Anderson   |

| Ani     | Manager          |
| ------- | ---------------- |
| 1973–77 | Jack Charlton    |
| 1977–81 | John Neal        |
| 1981–82 | Bobby Murdoch    |
| 1982–84 | Malcolm Allison  |
| 1984    | Jack Charlton    |
| 1984–86 | Willie Maddren   |
| 1986–90 | Bruce Rioch      |
| 1990–91 | Colin Todd       |
| 1991–94 | Lennie Lawrence  |
| 1994–00 | Bryan Robson     |
| 2000–01 | Terry Venables   |
| 2001–06 | Steve McClaren   |
| 2006–09 | Gareth Southgate |
| 2009–10 | Gordon Strachan  |
| 2010–13 | Tony Mowbray     |

| Ani     | Manager           |
| ------- | ----------------- |
| 2013–17 | Aitor Karanka     |
| 2017    | Garry Monk        |
| 2017–19 | Tony Pulis        |
| 2019–20 | Jonathan Woodgate |
| 2020–21 | Neil Warnock      |
| 2021–22 | Chris Wilder      |
| 2022–25 | Michael Carrick   |